# Iglesia de San Pedro Apóstol (Agost)
La iglesia de San Pedro Apóstol de Agost (Provincia de Alicante) fue construida en el siglo XVI, si bien cuenta con reformas posteriores del siglo XVIII en el que se realizan la capilla de la comunión y la portada lateral.
Se trata de un edificio exento con dos cúpulas: una que corona la torre, haciendo un extraño efecto, y otra peraltada sobre un gran tambor octogonal, encima del crucero.
Consta de nave central de cuatro tramos, de dimensiones considerables (gran altura de cúpula y nave), con capillas laterales separadas por pilastras poco ornamentadas, crucero y presbiterio de regular profundidad. La cúpula con tambor se dispone sobre pechinas con altorrelieves de los evangelistas. Son característicos los adornos en la bóveda de cañón: ornamentos puntuales; barrocos, a base de motivos vegetales. 
La capilla de la Comunión con planta en T y cúpula, tiene un zócalo de mármol rojo que recorre el recinto y paredes y techos cubiertos con decoración de relieves dorados y pinturas al fresco.
Destaca la fachada sur, con una portada clásica dedicada a San Pedro, con un frontón partido y una reja de hierro forjado.
Curiosidades
Cabe destacar una antigua leyenda agostense, la cual narra que San Pedro bajó de los cielos para apresar una bruja que atormentaba al pueblo de Agost. De ese episodio, se quedó grabada en una parte del lateral de la iglesia un rostro con unas llaves que según el mito popular, se trata de la imagen de San Pedro, el cual se quedó en esa parte de la iglesia.
- Datos: Q5551664
- Multimedia: Església de Sant Pere Apòstol d'Agost / Q5551664